# Liste des sultans d'Anjouan

## Liste
| Règne (début) | Règne (fin)  | Nom                                     | régents     | Notes                             |
| ------------- | ------------ | --------------------------------------- | ----------- | --------------------------------- |
| c. 1676       | c. 1711      | Alimah III                              |             | Premier souverain d'Anjouan connu |
| c. 1711       | c. 1741      | Salim Ier                               |             |                                   |
| c. 1741       | c.1782       | Said Ahmed                              |             |                                   |
| c. 1782/1792  | c. 1788/1796 | Abdallah Ier                            | Alimiah     | Elle régnait de facto en second.  |
| c.1788        | c.1792       | Halimah                                 |             |                                   |
| c.1796        | c.1816       | Allaoui Ier                             | Mwinye Fani |                                   |
| c.1816/ 1833  | c.1832/1836  | Abdallah II                             |             |                                   |
| c.1832        | c.1833       | Ali bin Salim                           |             |                                   |
| c.1836        | c.1837       | Saidi Alawi bin Abdallah                |             |                                   |
| c.1837        | c.1852       | Salim bin Alawi                         |             |                                   |
| c.1852        | c.1891       | Saidi Abdallah bin Salim (Abdallah III) |             |                                   |
| c.1891        | c.1891       | Salim bin Abdalla                       |             |                                   |
| c.1891        | c.1892       | Saidi Omar bin Saidi Hasan              |             |                                   |
| c.1892        | c.1912       | Saidi Mohamed bin Saidi Omar            |             |                                   |